# For Those About to Rock (We Salute You)
For Those About to Rock (We Salute You) es el octavo álbum de hard rock de la banda australiana AC/DC. Salió al mercado en 1981 después del retorno de la banda con Back in Black. For Those About to Rock ha vendido más de 4 millones de copias en Estados Unidos.
El nombre del álbum está inspirado en un libro que Angus Young leyó, titulado For Those About To Die, We Salute You, (A aquellos que van a morir, los saludamos) sobre gladiadores romanos. Se refiere a las palabras que decían los gladiadores al emperador antes de luchar: morituri te salutant (los que van a morir te saludan).
El álbum fue relanzado en 2003 como parte de la serie de Remasters de AC/DC.

## Recepción
For Those About To Rock fue el primer álbum de AC/DC en llegar al número 100 en la tabla de la revista Billboard, donde se quedó por tres semanas.
Hasta la fecha, en los Estados Unidos ha logrado cuatro millones de ventas.
En el Reino Unido, los sencillos "Let's Get It Up" y "For Those About To Rock" llegaron al número 12 y 15 respectivamente.
El álbum logró vender estimadamente unos siete millones de copias alrededor del mundo, haciéndolo uno de los álbumes más vendidos de AC/DC
En el lanzamiento inicial se adjuntaba un llavero con un cañón de regalo.

## Lista de canciones
Todas las canciones escritas y compuestas por Angus Young, Malcolm Young y Brian Johnson. 
| N.º | Título                                    | Duración |  |
| 1.  | «For Those About to Rock (We Salute You)» | 5:45     |  |
| 2.  | «Put the Finger on You»                   | 3:25     |  |
| 3.  | «Let's Get It Up»                         | 5:15     |  |
| 4.  | «Inject the Venom»                        | 3:31     |  |
| 5.  | «Snowballed»                              | 3:24     |  |
| 6.  | «Evil Walks»                              | 4:24     |  |
| 7.  | «C.O.D.»                                  | 3:21     |  |
| 8.  | «Breaking the Rules»                      | 4:24     |  |
| 9.  | «Night of the Long Knives»                | 3:26     |  |
| 10. | «Spellbound»                              | 4:31     |  |

## Rendimiento en las tablas

### Álbum
| Año  | Tabla                                     | Posición |
| ---- | ----------------------------------------- | -------- |
| 1981 | US Billboard The 200 Albums Chart         | 1        |
| 1981 | Australian Kent Music Report Albums Chart | 3        |

### Sencillos
| Año  | Sencillo                                | Tabla          | Posición |
| ---- | --------------------------------------- | -------------- | -------- |
| 1982 | Let's Get It Up                         | UK Pop Singles | 13       |
| 1982 | For Those About To Rock (We Salute You) | UK Pop Singles | 15       |

## Participantes
- Brian Johnson - Cantante
- Angus Young - Guitarra solista
- Malcolm Young - Guitarra rítmica
- Cliff Williams - Bajo
- Phil Rudd - Batería

- Datos: Q304605